# (5860) 1981 QE1
(5860) 1981 QE1 là một tiểu hành tinh vành đai chính. Nó được phát hiện bởi Zdeňka Vávrová ở Đài thiên văn Kleť gần České Budějovice, Cộng hòa Séc, ngày 28 tháng 8 năm 1981.